# Berthold II. (Zähringen)

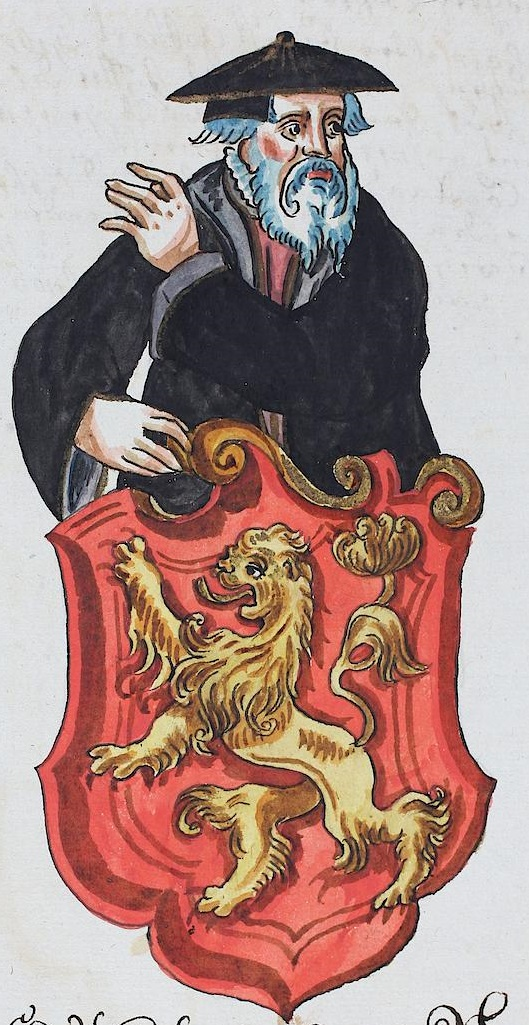
Idealbildnis Bertholds II. (um 1800) mit Wappen

Berthold II. von Zähringen (* um 1050; † 12. April 1111) war von 1092 bis 1098 Herzog von Schwaben und erhielt danach den Titel „Herzog von Zähringen“.

## Leben

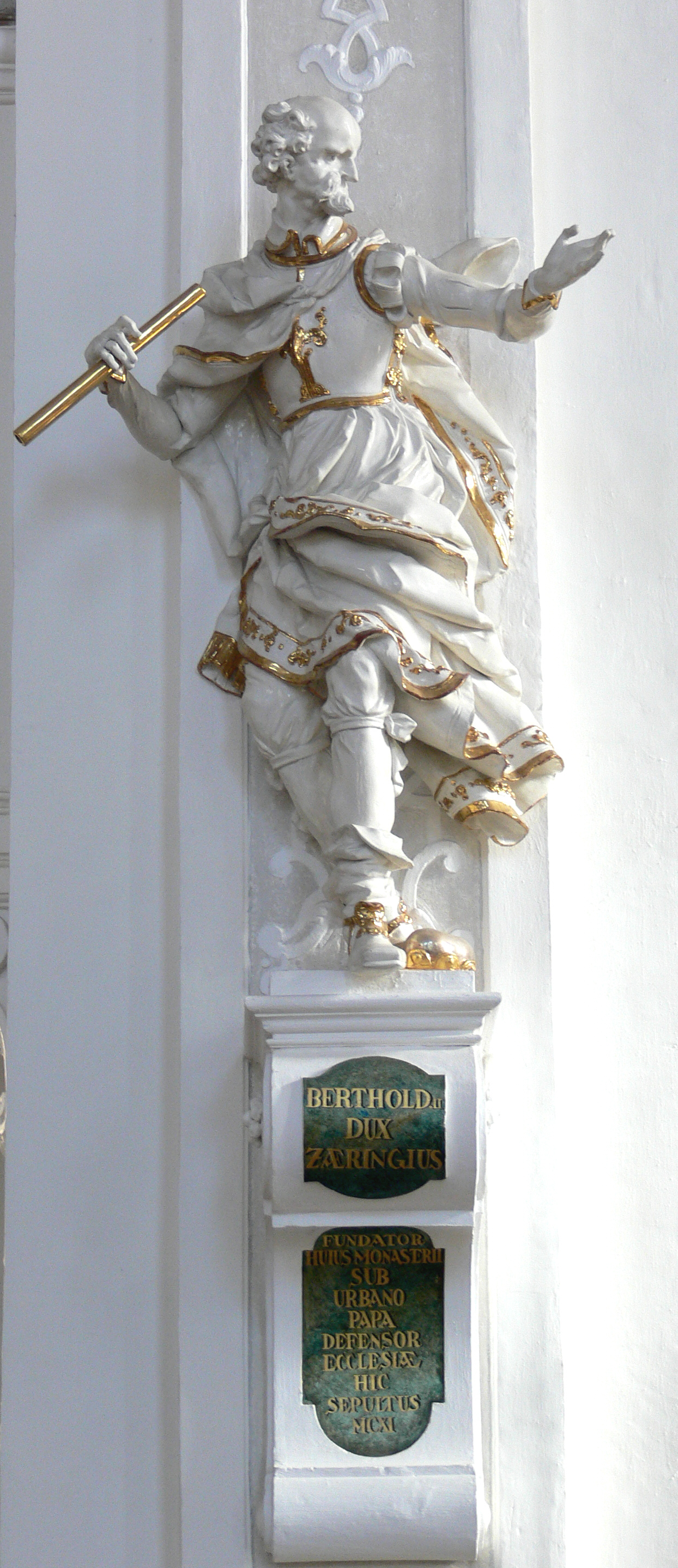
Berthold II., barocke Stifterfigur in der Kirche des Klosters St. Peter

Berthold unterstützte zunächst wie sein Vater Berthold I. Rudolf von Rheinfelden, weshalb sowohl Zähringer als auch Rheinfeldener 1077 vom König ihrer Titel und Besitzungen enthoben wurden. Als Berthold nach dem Tod seines Vaters 1078 dessen Nachfolger wurde, hatte er auf das Herzogtum Schwaben ebenfalls lediglich einen nominellen Anspruch. Die eigentliche Macht im Herzogtum übten weiterhin wechselnde, von den Salierkönigen eingesetzte Adlige aus.
1079 heiratete Berthold II. die Tochter Rudolfs, Agnes von Rheinfelden. Zu Auseinandersetzungen während des Investiturstreites kam es vor allem mit anderen regionalen Machthabern, Herzog Friedrich von Staufen, sowie den Bischöfen von Basel und Straßburg. Trotz der zeitweise polarisierten Verhältnisse zwischen Königs- und Papsttreuen im Südwesten des Reiches kam es zwischendurch wieder zu einer regionalen Beruhigung. So trat Berthold II. 1087 als Zeuge eines Landtausches auf, an dem der Basler Bischof beteiligt war.
Zu Spannungen kam es wieder ab 1090. In diesem Jahr starb Berthold von Rheinfelden, der Sohn Rudolfs. Für seine Frau konnte der Zähringer daher nicht nur Anspruch auf dessen Besitzungen in Burgund (etwa die heutige Westschweiz) anmelden, sondern auch seinen Anspruch auf das Herzogtum Schwaben stärken.
Unterstützt von den Welfen und dem Papst wurde er 1092 gegen den Staufer Friedrich zum Herzog von Schwaben gewählt. Um 1098 kam es zwischen Berthold II. und Friedrich zu einem Ausgleich, im Zuge dessen er zwar auf das Herzogtum verzichtete, jedoch die Vogtei über die bedeutende Stadt Zürich erhielt sowie weiter den Herzogstitel führen durfte. Mit diesem Schritt verbesserte sich auch das Verhältnis des Zähringers zu Heinrich IV. Ab 1105 gehörte Berthold zu den engsten Verbündeten Heinrichs V.
Zudem begann er seit etwa 1090, sein Machtzentrum in den Breisgau zu verlagern, so dass sich das zähringische Hoheitsgebiet dem Einfluss des schwäbischen Herzogs zusehends entzog. Als erster der Dynastie ist Berthold ab 1100 als „Herzog von Zähringen“ bezeugt.
Berthold II. baute seine Herrschaft durch Gründung von Siedlungen und Klöstern im Schwarzwald erheblich aus, nicht zuletzt, weil er über ein verhältnismäßig kleines Territorium und zumindest am Anfang seiner Herrschaft über keine Expansionsmöglichkeiten verfügte. So gründete er 1093 das Benediktinerkloster St. Peter, das die neue Grablege der Zähringer wurde. Bei den Gründungen handelte es sich meist um Reformklöster, die kaiserfeindlich eingestellt waren. Insbesondere der Schwarzwald wurde durch Bertholds Klostergründungen und die Verdrängung der Grafen von Haigerloch aus der Region zu einem Herrschaftszentrum der Zähringer. 1091 ließ Berthold zusätzlich zu seiner Burg Zähringen eine Schutzburg für die nahegelegene Siedlung Freiburg im Breisgau errichten. Zum Ende seines Lebens trug Berthold II. nicht nur den Titel eines Herzogs, sondern hatte auch sein Territorium so weit vergrößert, dass es diesem Anspruch entsprach.
Nachfolger Bertholds II. wurde 1111 sein Sohn Berthold III., der seinerseits nach 11 Jahren von seinem Bruder Konrad beerbt wurde.

## Ehe und Nachkommen
Berthold heiratete Agnes von Rheinfelden 1079.
Aus der Ehe gingen hervor
Söhne:
- Berthold (* um 1080)
- Rudolf II. (* um 1082; † 1111), Graf von Rheinfelden
- Berthold III. (* um 1085; † 3. Mai 1122 bei Molsheim), als Nachfolger Konrads I. Herzog von Zähringen
- Konrad I. (* um 1090; † 8. Januar 1152 in Konstanz), Herzog von Zähringen, ab 1127 Rektor von Burgund

Töchter:
- Agnes († nach 8. Januar 1125), heiratete Wilhelm II. Graf von Burgund-Besançon
- Liutgard (* um 1087, früh verstorben)
- Petrissa (* um 1095; † um 1115/vor 1116), heiratete 1111 Graf Friedrich I. von Pfirt
- Liutgard (* um 1098; † 25. März 1131), heiratete vor 1129 Gottfried I. Graf von Calw
- Judith (* um 1100), heiratete Ulrich II. Graf von Gammertingen